# Незваный гость (фильм, 1989)
«Незваный гость» (англ. Intruder) — американский слэшер 1989 года режиссёра Скотта Шпигеля по его совместному сценарию с Лоуренсом Бендером.

## Сюжет
Действие происходит в магазине «Malnut Lake Market». Сотрудники магазина проводят переоценку товаров и обслуживают поздних клиентов. За кассиршей Дженнифер наблюдает ее бывший — Крейг, а затем приходит к ней на кассу и начинает в агрессивной форме требовать от нее объяснений по поводу их расставания. Затем он бьет ее по лицу и его пытаются остановить оба владельца магазина — Билл и Дэнни, а также сотрудники Баб, Дэйв и Тим. Однако Крейгу удается улизнуть от них и сотрудники решают поодиночке прочесать магазин в его поисках. Найти его не удается, однако когда Дженнифер звонит в полицию, Крейг подходит к ней и требует сдачу, но его скручивают Дэйв и Билл, а Дэнни предупреждает его о последствиях, после чего общими усилиями его выкидывают на улицу.
После этого, Билл и Дэнни собирают всех сотрудников (кроме подсобного рабочего Джо), и объявляют, что они решили продать магазин городу. Затем Билл говорит, что не хотел продавать магазин, но так как Дэнни принадлежит 51% прав на него, Билла даже не спрашивали. После этого он дает всем задание — проверить ценники и убраться в магазине. Дженнифер звонит Крейг и опять пристает к ней, но она бросает трубку и больше не отвечает на его звонки. Баб рассказывает другой кассирше по имени Линда о том, почему Крейг стал таким странным — у него умер отец, из-за чего Крейг подсел на наркотики. Позже, во время перекуса, в магазин приезжает вызванная Дженнифер полиция и выяснив, что произошло, они уезжают. 
Линда, после короткого разговора с Дженнифер, выходит к своей машине и хочет сложить в багажник некоторые вещи, но тут ее убивает некто, при помощи длинного ножа. Билл пытается уговорить Дэнни не продавать магазин, но тот непреклонен и Билл, поставив свою подпись на договоре, удаляется в подсобку. Там он слышит, как кто-то пытается открыть дверь и, вооружившись молотком, он выходит на улицу, где видит Крейга за мусорным контейнером. Завязывается драка, в ходе которой Крейг оглушает Билла молотком. Сотрудники продолжают заниматься своими делами. Дэнни выпивает в своем кабинет, когда к нему заходит некто и хватает за шею. Дэнни пытается позвать на помощь по микрофону, но неизвестный насаживает его голову на держатель для чеков. В это время к Дженнифер подходит Дэйв и пытаясь ее успокоить, целует ее. За этим из-за полки с продуктами наблюдает Тим, который затем вылезает оттуда и хочет подойти поближе, но услышав звук из-за полки, идет обратно, впрочем, не обнаружив там никого. Джо продолжает работу в подсобке, когда неизвестный зарубает его ножом по голове. 
Тим обклеивает упаковки с ценниками в одном из подсобных помещений, когда дверь туда открывается. Тим выглядывает из-за двери и предупреждает шутника, однако вернувшись обратно в комнату, маньяк втыкает Тиму нож в живот, убивая его. Баб сминает коробки гидравлическим прессом, когда видит силуэт за ним. Пытаясь выяснить кто это, он видит за полками сидящего без движения Тима и просовывает туда голову. В этот момент маньяк втаскивает его туда и раздавливает ему голову при помощи пресса. Мясник Рэнди проводит опись мяса и находит упакованную в пленку человеческую руку, когда маньяк хватает его и насаживает на крюк для мяса. Дэйв отправляется в подсобку, где ранится об слайсер, а затем пытается выяснить источник звуков. Забравшись на своего рода чердак, на него набрасывается полуживой Дэнни и Дэйв в страхе спускается вниз. Там, он через окно в главный зал магазина, видит, как Крейг со спины хочет подойти к Дженнифер. Спустившись в подсобку на него нападает маньяк, который ранит его тесаком, а затем разрезает ему голову при помощи ленточной пилы.
Дженнифер отправляется на поиски своих коллег, но никого не находит. Спустившись в подсобку, в помещении с мясом она обнаруживает труп Рэнди и подвергается нападению маньяка. От него ей удается скрыться, предварительно ранив ему руку крюком и закрыв в морозильнике. По пути в главный зал, Дженнифер поочередно натыкается на мертвые тела Тима, Баба, Джо и Дэйва. При попытке пройти к главной двери она натыкается на Крейга, которого, от испуга ударяет крюком в шею. Начав плакать от всего ранее увиденного, она слышит шаги и к ней подбегает Билл. Он обнимает ее и рассказывает про нападение Крейга, который вырубил его. Когда он отходит и берет трубку телефона, Дженнифер обнаруживает у себя на одежде кровавые следы и понимает, что руки Билла в крови. Билл это понимает и бросается в погоню за девушкой. Поймав ее, он объясняет, что убил Дэнни, так как тот хотел продать магазин и всегда был большим начальником. На вопрос Дженнифер зачем было убивать сотрудников, Билл отвечает, что ему никто не должен был помешать, однако в процессе убийств его немного занесло. Дженнифер бьет его бутылкой по голове и начинает прятаться от Билла по всему магазину. Улучив момент, она хочет открыть дверь, но та заперта. Девушка видит, как с улицы к двери подходит доставщик хлеба и зовет его на помощь, но Билл уже снаружи и убивает доставщика ножом. Вновь спрятавшись, Дженнифер видит лежащего на полу Дэнни, чья голова и рука выглядывают из-за полки, который зовет ее на помощь. Но подбежав, она с ужасом обнаруживает, что Билл надел отрубленную голову Дэнни на руку и говорил за него. 
При очередной попытке убежать от Билла, Дженнифер натыкается на Крейга, который объясняет ей, что с ним произошло и посылает ее на улицу через окно, сам при этом оставшись отвлекать маньяка. Выбравшись на улицу и подбежав к своей машине ее ловит Билл, которому она после короткой потасовки втыкает нож в грудь и маньяк падает на землю. Дженнифер заходит в телефонную будку и вызывает полицию, но ее вновь атакует Билл, который опрокидывает будку и начинает залезать туда. Девушке удается выбраться оттуда, когда на помощь подоспевает Крейг и бьет несколько раз тесаком Билла, лежащего в будке. Через несколько минут подоспевает полиция, которая, однако арестовывает Крейга и Дженнифер, несмотря на их протесты. Раненный Билл говорит полицейским, что эти двое убили всех сотрудников магазина. Один из полицейских проверяет магазин и обнаружив трупы, зачитывает арестованным права. Раненный Бил открывает глаза и фильм заканчивается криком Дженнифер.

## В ролях
| Актер                | Роль               |
| -------------------- | ------------------ |
| Элизабет Кокс        | Дженнифер Росс     |
| Дэн Хикс             | Билл Робертс       |
| Дэвид Бернс          | Крейг Питерсон     |
| Рене Эстевез         | Линда              |
| Юджин Роберт Глейзер | Дэнни              |
| Сэм Рейми            | Рэнди              |
| Билли Марти          | Дэйв               |
| Тед Рейми            | Джо                |
| Берр Стирс           | Баб                |
| Крэйг Старк          | Тим                |
| Эмиль Ситка          | мистер Абернати    |
| Элви Мур             | офицер Далтон      |
| Том Лестер           | офицер Мэттьюс     |
| Брюс Кэмпбелл        | офицер Говард      |
| Лоуренс Бендер       | офицер Адамс       |
| Скотт Шпигель        | доставщик хлеба    |
| Грегори Никотеро     | горожанин в машине |

## История создания и съемки
Скотт Шпигель в молодости работал в магазине в Мичигане, а затем в Детройте, что и послужило идеей для создания слэшера, где действие происходит в магазине. Также за основу сюжета он взял свой старый короткометражный фильм «Ночная команда», снятый им несколько лет назад помощи камеры Super 8.
Благодаря своему знакомству с братьями Рейми и Брюсом Кэмпбеллом, которых он встретил еще в школе и с которыми снимал ранние короткометражки, Шпигель смог пригласить их на небольшие роли в свой фильм. Спецэффекты для фильма делала начинающая студия KNB EFX Group, которая была основана Робертом Курцманом, Грегори Никотеро и Говардом Бергером.
Фильм снимался в городе Белл, Калифорния с марта по июль 1988 года в арендованном съемочной группой магазине.

## Отзывы
В год выхода фильм прошел незамеченным, однако со временем стал считаться культовой классикой жанра слэшер. На сайте «IMDb» имеет зрительскую оценку в 6,1 балл из 10.
Джим Ворел в своей статье для «Paste Magazine»хорошо оценил фильм, написав, что это «мастер-класс по малобюджетному производству».
Джереми Киблер с сайта «Horror Obsessive» также положительно оценил фильм назвав его «глупым, кровавым весельем, который заслуживает большого внимания».